# Koaxialkabel

Koaxialkabel Schnittmodell:
1. Seele oder Innenleiter
2. Isolation oder Dielektrikum zwischen Innenleiter und Kabelschirm
3. Außenleiter und Abschirmung
4. Schutzmantel

Koaxialkabel, kurz Koaxkabel, sind zweipolige Kabel mit im Querschnitt konzentrischem Aufbau. Sie bestehen aus einem Innenleiter (auch Seele genannt), der in konstantem Abstand von einem hohlzylindrischen Außenleiter umgeben ist. Der Außenleiter schirmt den Innenleiter vor Störstrahlung ab.
Der Zwischenraum ist ein Isolator bzw. Dielektrikum. Das Dielektrikum kann anteilig oder vollständig aus Luft bestehen (siehe Luftleitung). Meist ist der Außenleiter durch einen isolierenden, korrosionsfesten und wasserdichten Mantel nach außen hin geschützt. Der mechanische Aufbau und insbesondere das Dielektrikum des Kabels bestimmt den Leitungswellenwiderstand sowie die von der Frequenz abhängige Dämpfung der Kabel.
„Fliegende“ Koaxialkabel ohne feste Verlegung werden häufig als Antennenkabel für Radio- oder Fernsehempfang oder als Cinch-Verbindung vor allem im Audio-Bereich verwendet.
Übliche Koaxialkabel haben einen Außendurchmesser von 2 bis 15 mm, Sonderformen von 1 bis 100 mm. Es gibt auch eine koaxiale Bauform von Freileitungen, die Reusenleitung.

## Aufbau

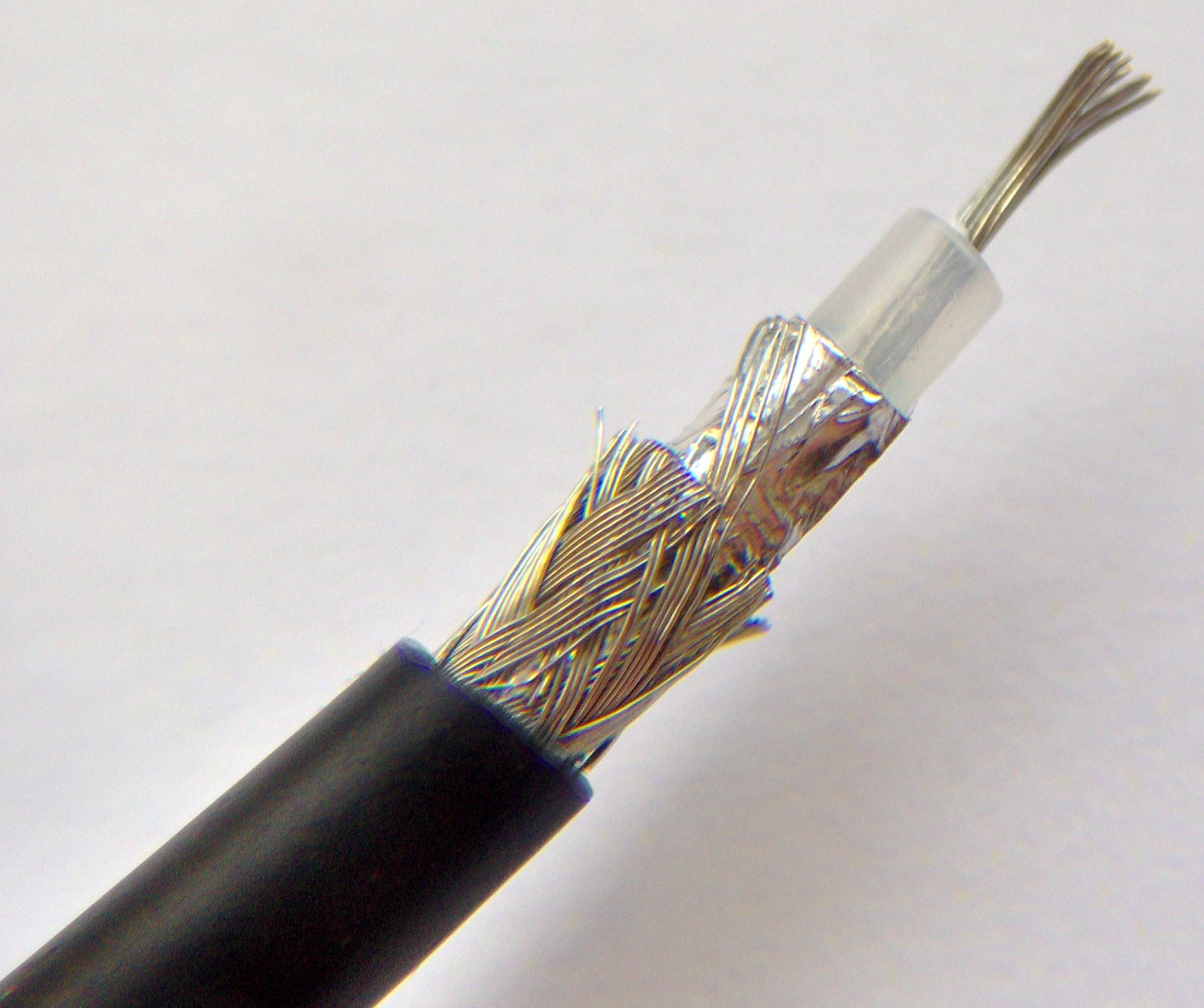
Koaxialkabel, entmantelt

Flexible Koaxialkabel besitzen meist Innenleiter aus dünnen, geflochtenen oder verseilten Kupferdrähten und Kabelschirme aus ebenfalls geflochtenen Kupferdrähten, wobei der Schirm durch eine Folie ergänzt sein kann. Das Geflecht darf dann einen geringeren Bedeckungsgrad aufweisen. Rigid-Koaxialkabel für hohe Leistungen oder hohe Schirmungsfaktoren sind mit einem starren Außenleiter in Form eines Rohres aufgebaut.
Sonderformen von Koaxialkabeln verfügen über zwei Innenleiter oder mehrere, koaxial angeordnete Außenleiter. Diese Kabel mit zwei Außenleitern sind unter Bezeichnungen wie Triaxialkabel erhältlich und werden unter anderem in der Videotechnik eingesetzt, wenn die Schirmfunktion zum Beispiel vom Außenleiter getrennt werden soll. Eine weitere Sonderform ist ein Koaxialkabel mit Ferritummantelung. Die Ferritummantelung wirkt als Gleichtaktdrossel, die ein Gegentaktsignal transformatorisch stützt und auf ein Gleichtaktsignal induktiv dämpfend wirkt. Die Transferimpedanz als Kenngröße der Schirmwirkung wird vom Ferrit nicht beeinflusst, wohl aber die Schirmdämpfung.
Eine Variante des Koaxialkabels ist das Schlitzkabel, das als langgestreckte Antenne eingesetzt wird. Das Schlitzkabel ist ein Koaxialkabel mit unvollständiger Abschirmung. Sein Außenleiter hat Schlitze oder Öffnungen, durch die über die ganze Länge des Kabels kontrolliert HF-Leistung abgegeben und aufgenommen werden kann.

## Verwendungen

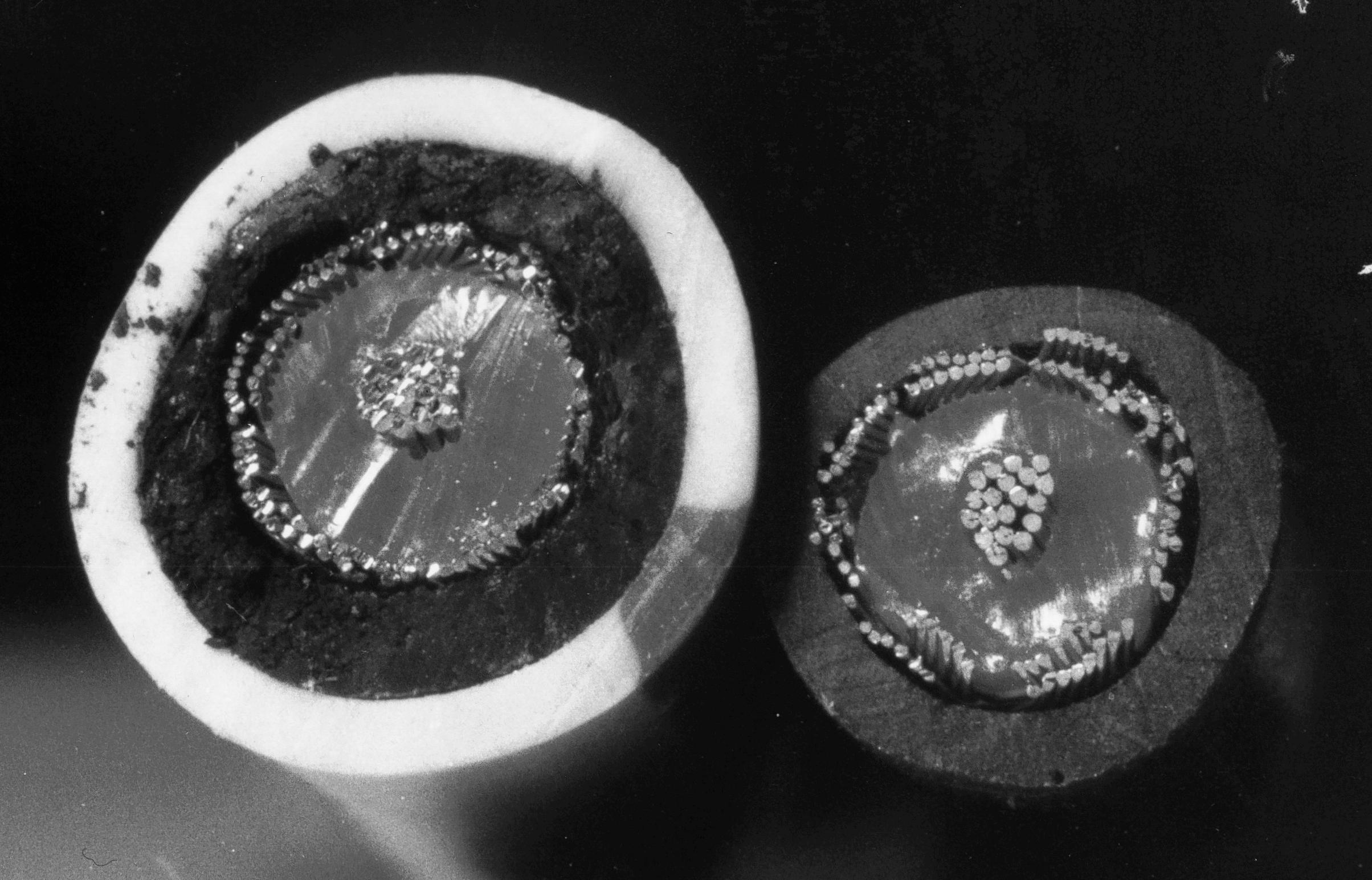
Ferrit-ummanteltes und übliches Koaxialkabel RG-58 im Querschnitt.

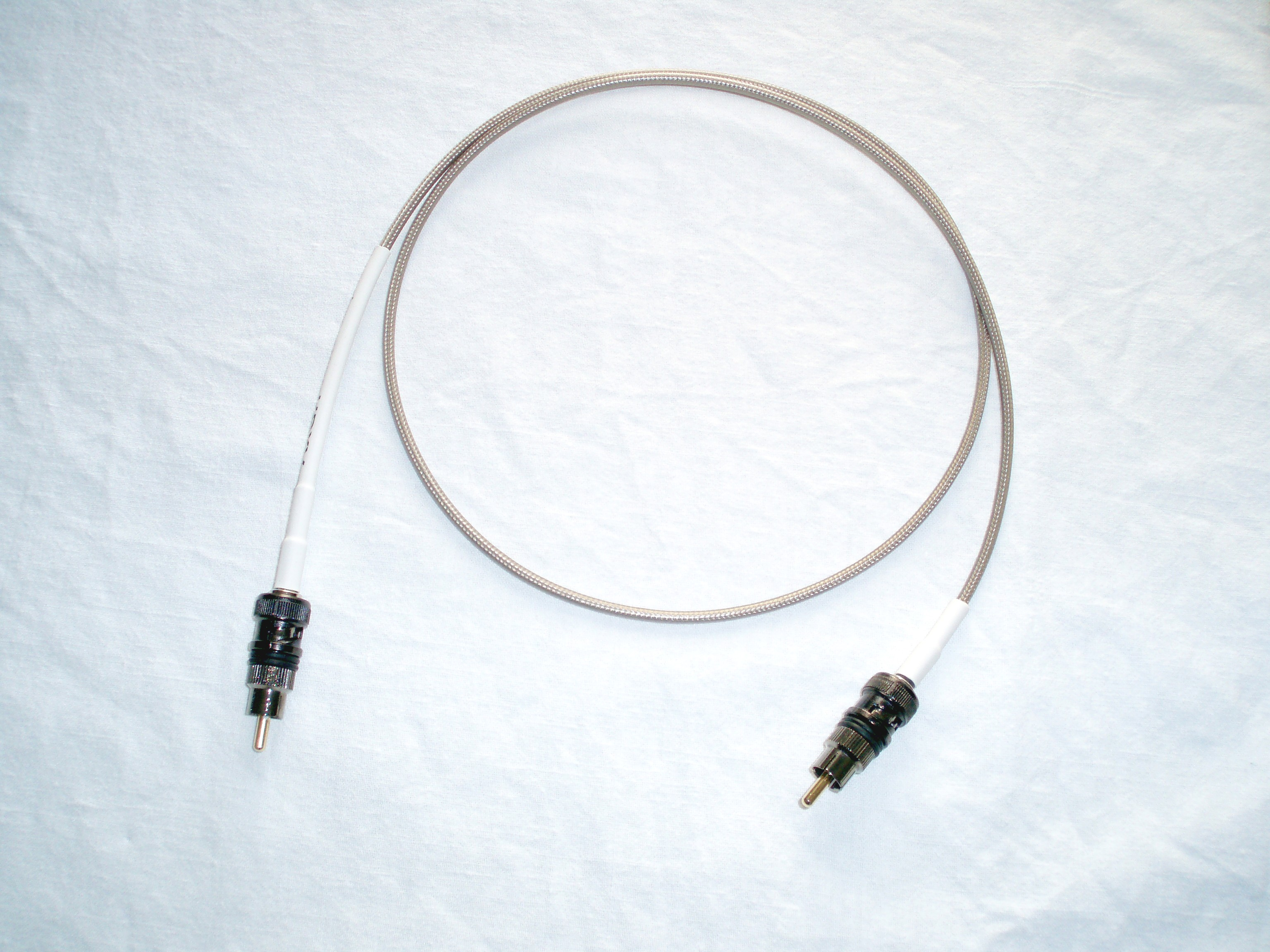
Koaxiales High-end Audiokabel mit BNC Steckern, adaptiert auf Cinch.

Koaxialkabel sind dazu geeignet, im Frequenzbereich von einigen kHz bis zu einigen GHz hochfrequente, breitbandige Signale zu übertragen. Das können hochfrequente Rundfunksignale, Radarsignale oder einfach Messsignale in einem Prüflabor sein. Auch für Ethernet-Netzwerke wurden bis in die 1990er Jahre Koaxialkabel verwendet. Für einige Anwendungen, zum Beispiel für Mikrofone, wird gelegentlich eine Gleichspannung mit übertragen, um einen Verbraucher mit elektrischer Energie zu versorgen (Fernspeisung, Tonaderspeisung, Phantomspeisung).
Koaxialkabel werden zur Übertragung hochfrequenter unsymmetrischer Signale eingesetzt; der Außenleiter führt dabei üblicherweise das Referenzpotenzial, nämlich die Masse, der Innenleiter führt die Signalspannung oder bei der Fernspeisung auch die Versorgungsspannung. Zur Übertragung hochfrequenter symmetrischer Signale wird die Bandleitung eingesetzt.
Eine Sonderanwendung finden Koaxialkabel bei der Erzeugung von Hochleistungsimpulsen in der Radartechnik. Dabei werden keine Signale übermittelt, sondern hier wirkt das Kabel als Hochspannungsquelle mit genau definiertem Innenwiderstand, die ihre gesamte gespeicherte Ladung nach definierter Zeit abgegeben hat.
Koaxialkabel werden auch für die elektrische Übertragung digitaler Stereo- oder Mehrkanal-Audiosignale zwischen verschiedenen Geräten benutzt. Die dafür übliche S/PDIF Schnittstelle findet sich bei CD-Spielern, DAT-Recordern, bei MiniDisc, zwischen DVD-Player und Heimkinoreceiver, Audioanlagen in Fahrzeugen und bei digitalen Audiokarten in PCs.

## Physikalische Eigenschaften
In Koaxialkabeln wird die Nutzsignalleistung im Dielektrikum zwischen Innenleiter und Außenleiter übertragen. Mathematisch beschreibt dies der Poynting-Vektor, der im Idealfall ausschließlich im Dielektrikum einen Wert ungleich Null annimmt. In diesem Fall existiert im idealen Leiter keine elektrische Feldkomponente in Wellenausbreitungsrichtung. Im Dielektrikum sind für eine elektromagnetische Welle der elektrische Feldanteil senkrecht zwischen Innen- und Außenleiter, der magnetische Feldanteil zylindrisch um den Innenleiter und der Poynting-Vektor in Leitungslängsrichtung orientiert. Das Koaxialkabel kann bei hohen Frequenzen als Wellenleiter aufgefasst werden, die Oberflächen des metallischen Innen- und Außenleiters dienen als Berandung zur Führung einer elektromagnetischen Welle. Da dies meist unerwünscht ist, muss der Umfang des Außenleiters kleiner als die Wellenlänge λ sein. Das begrenzt die Verwendbarkeit von Koaxkabeln bei sehr hohen Frequenzen, weil dann unerwünschte Hohlleitermoden auftreten können.
Der wesentliche Unterschied zwischen einem Koaxialkabel und einem Hohlleiter ist der beim Koaxialkabel vorhandene Innenleiter. Dadurch besteht die Möglichkeit zum Bilden von TEM-Mode bei der Wellenausbreitung im Kabel, dadurch, dass der Leiterquerschnitt nicht einfach zusammenhängend ist.
Koaxialkabel besitzen einen definierten Wellenwiderstand. Er beträgt für die Rundfunk- und Fernsehempfangstechnik üblicherweise 75 Ω, für andere Anwendungen sind 50 Ω üblich. Die Dämpfung eines Koaxialkabels wird durch den Verlustfaktor des Isolatorwerkstoffes und den Widerstandsbelag bestimmt. Die Verluste im Dielektrikum, nämlich dem Isolierwerkstoff, werden über dessen Permittivität festgelegt, sie sind ausschlaggebend für den Ableitungsbelag der Leitung. Bei einem Koaxialkabel sind der Abstand zwischen Innenleiter und Außenleiter sowie das Material in diesem Zwischenraum (Dielektrikum) ausschlaggebend für den Wellenwiderstand.
- Es gibt verschiedene Gründe, weshalb der Wellenwiderstand gebräuchlicher Koaxialkabel zwischen 30 Ω und 75 Ω liegt:
  - Leitungsverlust (Dämpfung), abhängig von Isolator und ohmschen Widerstand der Leitung
  - übertragbare Leistung
- Der Leitungsverlust pro Länge hängt vom Material ab, das Innen- und Außenleiter trennt.
  - Wird Luft als Isolator verwendet, sind die Verluste bei Z=75 Ω minimal[2]
  - Bei Polyethylen liegt der optimale Wert bei 50 Ω.

Die durch ein Koaxialkabel übertragbare Leistung ist vom Wellenwiderstand abhängig. Bei einem Wellenwiderstand von 30 Ω ist die übertragbare Leistung maximal.
Abhängig von der Anwendung wird deshalb der Wellenwiderstand gewählt.
- TV und Radiotechnik: 75 Ω um Verluste gering zu halten. Da diese Systeme nicht senden, wird der Punkt des geringsten Verlusts gewählt.
- Kommunikationstechnik: 50 Ω um sowohl bei Empfang als auch bei Senden gute Übertragungseigenschaften zu haben. (Mittelwert zwischen 30 Ω und 75 Ω)

Bei höheren Leistungen und zur Minimierung der Signalverluste kann das Dielektrikum durch dünne Abstandshalter oder Schaumstoff zwischen Innen- und Außenleiter ersetzt werden, der restliche Raum zwischen den Leitern ist mit Luft gefüllt. Luft ermöglicht als Dielektrikum eine annähernd verlustlose Übertragung. Verluste entstehen für luftgefüllte Leitungen fast ausschließlich im Metall der Leitung. Solche Koaxialkabel werden oft mit Außenleitern aus geschlossenem Blech und massiven Innenleitern gefertigt. Sie sind dann jedoch mechanisch wenig flexibel und werden nur bei ortsfesten Installationen verwendet. Beispiele sind die Verbindungsleitungen zwischen Sender und Antenne bei Sendeleistungen ab etwa 100 kW sowie Kabelnetze.
Koaxialkabel bieten durch ihren konzentrischen Aufbau und die Führung des Referenzpotenzials im Außenleiter eine elektromagnetische Schirmwirkung. Die Transferimpedanz ist ein Maß für diese Schirmwirkung und beschreibt die Qualität eines Koaxialkabelschirms.

## Parameter
Zu den wichtigen Parametern eines Koaxialkabels zählen:
- der Wellenwiderstand (Kabelimpedanz) ZL – er ist von der Leitungslänge und (für hochfrequente Signale näherungsweise) von der Signalfrequenz unabhängig, die Einheit ist Ohm. Üblich sind Koaxialkabel mit einem Wellenwiderstand von 50 Ohm (allgemeine HF-Technik) oder 75 Ohm (Fernsehtechnik), selten 60 Ohm (alte Systeme) oder 93 Ohm. Der Wert kann experimentell mithilfe der Zeitbereichsreflektometrie bestimmt werden. Der Wellenwiderstand berechnet sich aus dem Verhältnis des Innendurchmessers D des Außenleiters und dem Durchmesser d des Innenleiters des Kabels und den dielektrischen Eigenschaften (relative Permittivität {\displaystyle \varepsilon _{\rm {r}}}) des Isolationsmaterials (Dielektrikum):

{\displaystyle Z_{L}\ =\ {\frac {Z_{o}}{2\pi {\sqrt {\varepsilon _{\rm {r}}}}}}\,\ln {\frac {D}{d}}\ \approx \ {\frac {60~\Omega }{\sqrt {\varepsilon _{\rm {r}}}}}\,\ln {\frac {D}{d}}\ \approx \ {\frac {138~\Omega }{\sqrt {\varepsilon _{\rm {r}}}}}\,\lg {\frac {D}{d}}={\sqrt {\frac {L'}{C'}}}}  mit dem Wellenwiderstand des Vakuums {\displaystyle Z_{0}}
Ein Berechnungsprogramm findet sich in Ref. Die oben genannte Formel und das Programm vernachlässigen den Ableitungsbelag G’ und den Widerstandsbelag R’ der Leitung. Diese Vereinfachung ist im Hochfrequenzbetrieb zulässig.
Da das Verhältnis D/d aus mechanischen Gründen auf 2,3…20 limitiert ist und durch den flachen Verlauf des Logarithmus weiter auf 0,83…3 reduziert wird, ist auch der Wellenwiderstand von Koaxialkabel nicht willkürlich herstellbar. Koaxialkabel sind daher nur im Bereich von 30 bis 145 Ohm Wellenwiderstand praktisch realisierbar.
- die Dämpfung pro Länge, angegeben in Dezibel pro 100 Meter – sie hängt von der Frequenz ab. Verlustarme Koaxialkabel besitzen einen möglichst großen Durchmesser, die Leiter sind versilbert (Skin-Effekt), das Dielektrikum ist aus Teflon oder aus geschäumtem Material (hoher Luftanteil). Verlustarme Kabel besitzen eine Isolierstoff-Wendel, um den Innenleiter zu stützen, das Dielektrikum besteht dann vorwiegend aus Luft oder einem Schutzgas (SF6, Schwefelhexafluorid).
- der Kapazitätsbelag beträgt bei einem 50-Ohm-Koaxialkabel etwa

100 pF/m
- der Induktivitätsbelag beträgt für ein 50-Ohm-Koaxialkabel etwa

250 nH/m
- Ausbreitungsgeschwindigkeit und Verkürzungsfaktor. Die maximal mögliche Ausbreitungsgeschwindigkeit ist durch die Lichtgeschwindigkeit im Vakuum gegeben und beträgt 299.792,458 km/s. Das entspricht rund 30 cm pro Nanosekunde (30 cm/ns; siehe auch: Lichtfuß). In der Erdatmosphäre wird die Geschwindigkeit durch die Permittivität der Luft auf etwa 299.700 km/s reduziert. In Kabeln verringert sich die Ausbreitungsgeschwindigkeit weiter aufgrund der Permittivität des verwendeten Dielektrikums. Zur Berechnung verwendet man den sogenannten Verkürzungsfaktor, das ist der Kehrwert der Quadratwurzel der Permittivität {\displaystyle {\varepsilon _{\rm {r}}}} des Kabeldielektrikums, also {\displaystyle {\frac {1}{\sqrt {\varepsilon _{\rm {r}}}}}}. Für das als Kabeldielektrikum oft verwendete Polyethylen (PE) mit {\displaystyle \varepsilon _{\rm {r}}=2{,}25} ergibt sich ein Verkürzungsfaktor von {\displaystyle ^{2}\!\!/\!_{3}}. Damit beträgt die Ausbreitungsgeschwindigkeit rund 200.000 km/s und die Verzögerungszeit berechnet sich zu ungefähr 5 ns pro Meter Kabel (zum Vergleich: im Vakuum nur etwa 3,33 ns/m). Ebenfalls weit verbreitet als Isoliermaterial ist Teflon mit einem {\displaystyle \varepsilon _{\rm {r}}\approx 2}, was zu einer Verzögerungszeit von etwa 4,7 ns pro Meter führt.
- Schirmdämpfung in Dezibel oder Transferimpedanz in mOhm/m. Die Schirmdämpfung wird für Leitungen eher nicht verwendet. Die Transferimpedanz ist die übliche Messgröße. Messverfahren zur Transferimpedanz sind genormt.

## Leitungsanpassung und Reflexionen
Koaxialkabel für Hochfrequenzanwendung werden im Allgemeinen in Leitungsanpassung betrieben. Der Lastwiderstand des Kabels soll möglichst genau dem Wellenwiderstand entsprechen, damit am Leitungsende keine Reflexionen auftreten, die stehende Wellen und erhöhte Verluste hervorrufen können. Der Grad der Fehlanpassung wird mit Stehwellenmessgeräten oder Zeitbereichsreflektometrie ermittelt. Bei Signalen geringer Bandbreite kann der Wert des Lastwiderstandes durch einen Resonanztransformator geändert werden.
Reflexionen und frequenzabhängige Eigenschaften des Dielektrikums verändern auch die Flankensteilheit digitaler Signale (vgl. Dispersion und Impulsfahrplan).
Reflexionen entstehen an allen Stellen, an denen sich der Wellenwiderstand ändert, auch bei ungeeigneten Verbindungsstellen (Stecker) bei höheren Frequenzen.

## Störende Beeinflussung

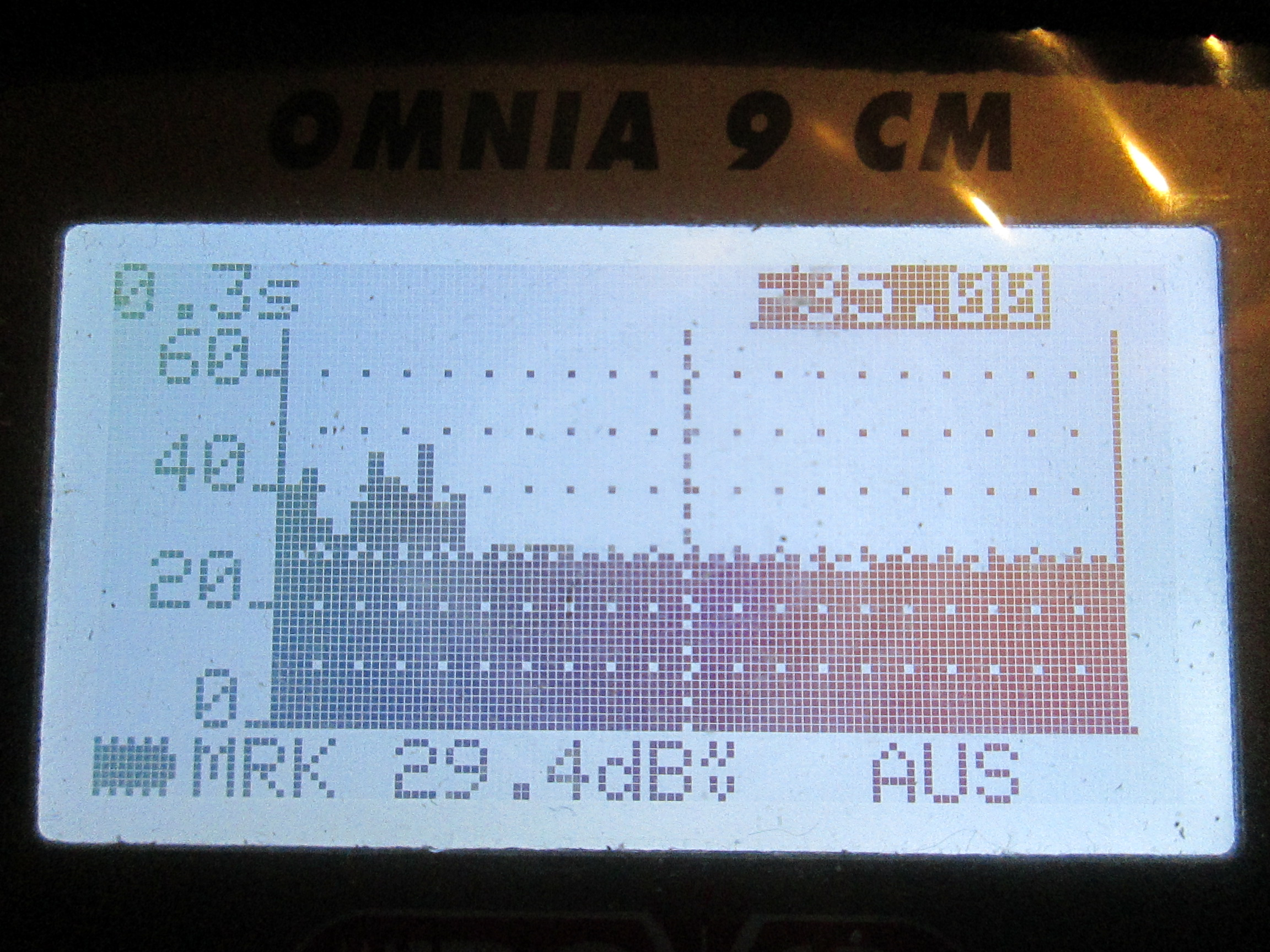
Ingress-Messung ohne Sperrfilter 5–18 MHz

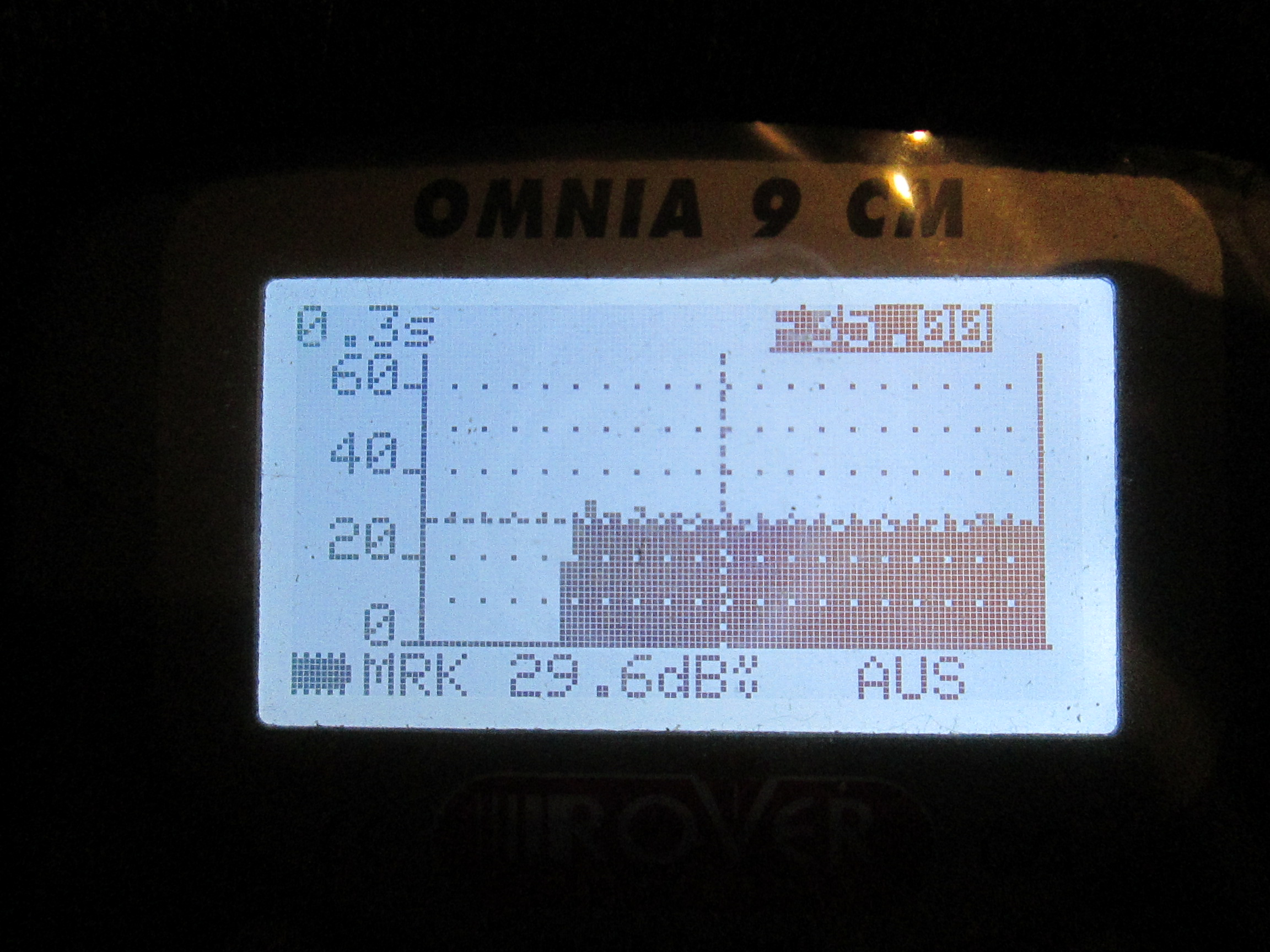
Ingress-Messung mit Sperrfilter 5–18 MHz, zu sehen an der Abwesenheit des Signals im linken Bereich des Diagramms

Unter Ingress (engl. ‚Eindringen‘), auch Einstrahlung genannt, versteht man die störende Beeinflussung von Signalen durch elektromagnetische Felder, die von außen in Koaxialkabel eindringen. Egress beschreibt die gegenteilige Erscheinung, nämlich das Austreten von Störfeldern aus Koaxialkabeln. Störende Beeinflussungen können jedoch auch aus der fehlerhaften Anpassung von Endgeräten resultieren.
Quellen störender Beeinflussungen sind u. a. Sendeanlagen, Haushaltsgeräte, Schaltnetzteile und Starkstromleitungen.
Zu den Ursachen einer unzureichenden abschirmenden Wirkung von Koaxialkabeln zählen Mängel des Außenleiters, Bruchstellen oder defekte Steckverbindungen. Andere Fehlerquellen wären Schäden an Abzweigen oder unterirdischen Verteilern. Weiterhin sollte die Qualität des Kabels und insbesondere das Schirmungsmaß den Anforderungen entsprechen. Gute Kabel für TV-Anwendungen erreichen ein Verhältnis elektromagnetischer Feldstärken auf Innen- und Außenseite von etwa 100 dB. Kritische Anwendungen wie in nuklearen Reaktoren setzen mitunter supergeschirmte Kabel ein, beispielsweise entsprechend des UK-Standards AESS(TRG) 71181.
Außerdem kommt es beim Anschluss symmetrischer Antennen über naturgemäß unsymmetrische Koaxialkabel ohne den Einsatz von Symmetriergliedern (Balun) zu Wechselwirkungen. Hierbei gelangen hochfrequente Wechselströme (sogenannte Mantelwellen) auf den Außenleiter, die das Speisekabel zum Teil der Antenne machen. Dies wäre ein Beispiel für störende Beeinflussungen aufgrund fehlerhafter Anpassung von Endgeräten. Aber auch fehlerhafte Steckverbindungen haben diesen Effekt, soweit sich die Stromflüsse auf Innen- und Außenleiter nicht mehr gegenseitig aufheben und nicht nur am Stecker, sondern über die Länge des angeschlossenen Kabels elektromagnetische Felder austreten.

## Steckverbinder
Aufbau und äußerer Durchmesser sowie der gewünschte Betriebsfrequenzbereich bestimmen die verwendbaren koaxialen Anschlussstücke, die HF-Steckverbinder. Dabei unterscheidet man Stecker (engl. „male connector“ oder „plug“) und Buchsen (engl. „female connector“ oder „jack“). Daneben gibt es auch „geschlechtslose“ Verbinder, wie beispielsweise APC-Verbindungen. Die Steckverbinder unterscheiden sich durch den Innendurchmesser D des Außenleiters, die Größe und Homogenität ihrer Leitungswellenwiderstände und die verwendeten Isolierstoffe. Diese sowie die Homogenität des Wellenwiderstandes bestimmen die maximale Betriebsfrequenz (Grenzfrequenz) wesentlich. Gängige sind die an Labor- und Funkgeräten und früher an Netzwerkkabeln verwendeten BNC-Steckverbinder. Es gibt sie mit Leitungswellenwiderständen 50 Ohm und 75 Ohm.
- UHF-Steckverbinder (Amateurfunk)
- Belling-Lee-Stecker (Kabelfernsehen, terrestrische Antennensteckverbindungen)
- F-Steckverbinder (Satellitenfernsehen); bei diesen wird der Innenleiter zugleich als Steckerstift verwendet.

Folgende Tabelle listet beispielhaft Steckverbinder mit hoher Grenzfrequenz:
| Durchmesser | Bezeichnung | Grenzfrequenz |
| ----------- | ----------- | ------------- |
| 7,00 mm     | APC-7, N    | 018 GHz       |
| 3,50 mm     | (SMA)       | 034 GHz       |
| 2,92 mm     | K           | 040 GHz       |
| 2,40 mm     | –           | 050 GHz       |
| 1,85 mm     | V           | 067 GHz       |
| 1,00 mm     | W           | 110 GHz       |

## Kabeltypen

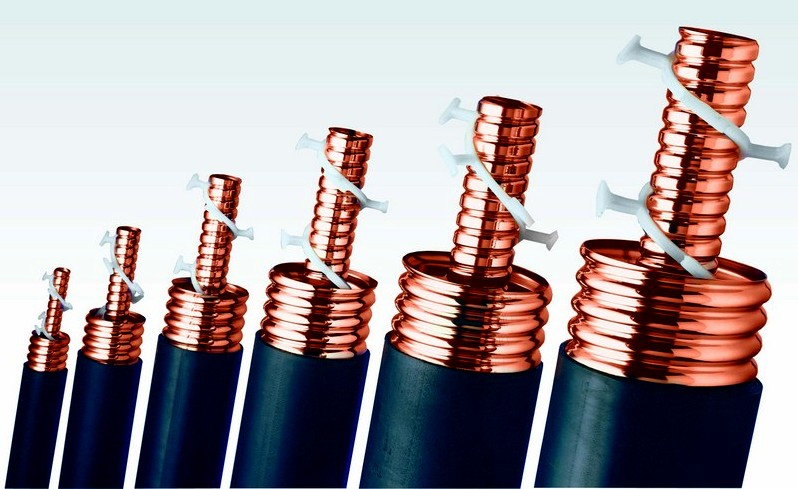
Koaxialkabel für hohe Übertragungsleistungen. Das Dielektrikum ist großteils Luft. Zur Gewährleistung der mechanischen Abmessungen dienen Abstandshalter zwischen Innen- und Außenleiter.

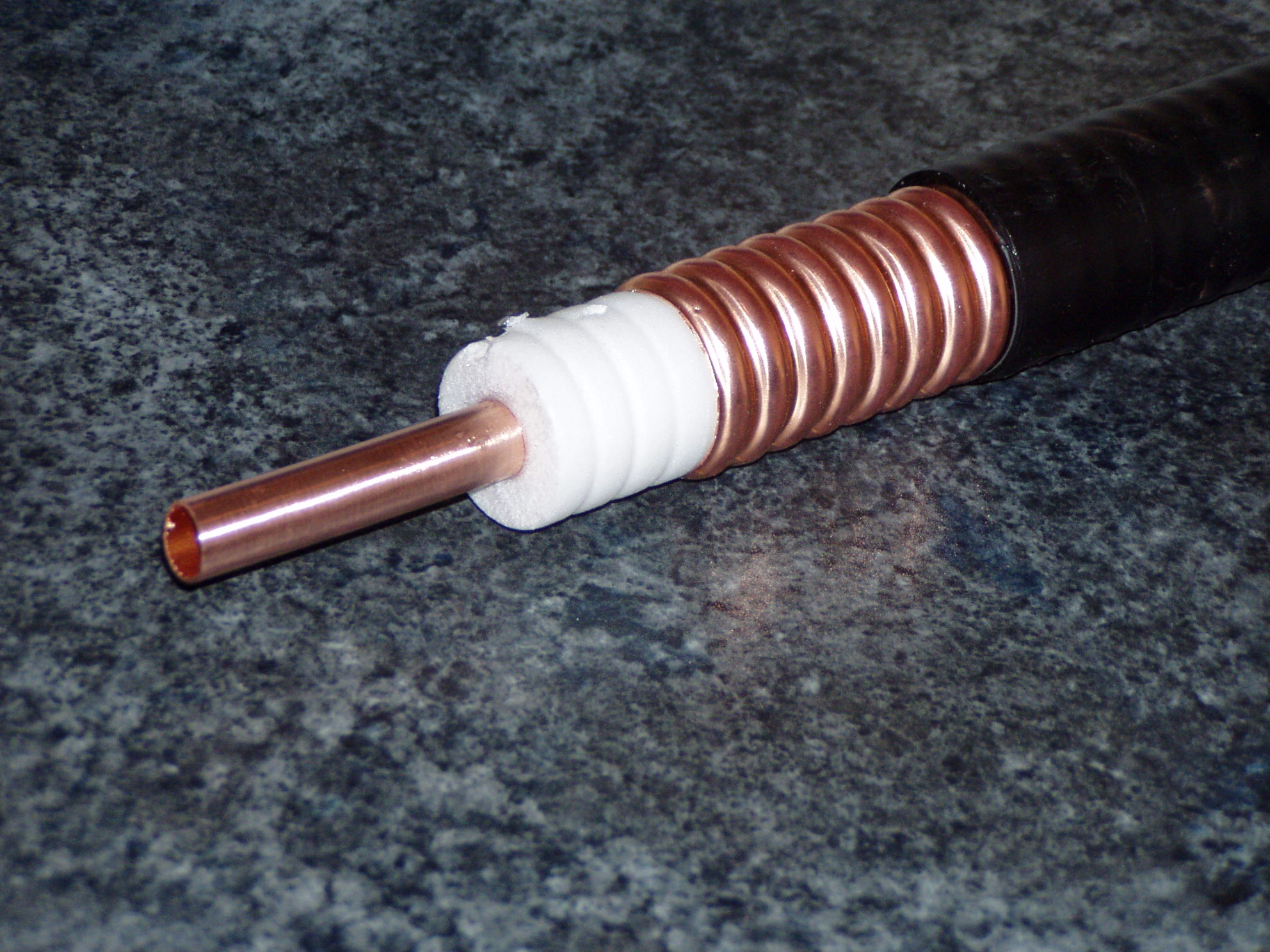
Rigid-Koaxialkabel mit 1,5 Zoll Außenleiterdurchmesser

### Kabelbezeichnung
Im Joint Electronics Type Designation System (JETDS, MIL-STD-196), als ein vom United States Department of War während des Zweiten Weltkrieges entwickeltes System zur Benennung elektronischer Ausrüstung, wurden Koaxialkabel mit den Buchstaben RG für Radio Guide bezeichnet. Mit der Revision D im Januar 1985 wurde die Bezeichnung gestrichen. Aus diesem Grund entsprechen Kabel, die heute unter dem Label RG-xx verkauft werden, nicht unbedingt den militärischen Spezifikationen.

### Für Bus-Topologie im Basisband
- 10BASE5: 10 Mbit/s, Baseband (Basisband), 500 m
  - RG-8 – Thick Ethernet oder YellowCable
    - Wellenwiderstand 50 Ω
    - max. Länge 500 m pro Segment
    - max. 100 Anschlüsse pro Segment
    - min. Abstand der Anschlüsse 2,5 m
    - min. Biegeradius 0,2 m
    - 5-4-3-Regel:
      - max. fünf Segmente
      - max. vier Repeater
      - max. drei Segmente mit Rechneranschlüssen (populated segments)

    - Durchmesser 1,27 cm
    - Anschluss der Rechner mit Invasivstecker (auch Vampirklemme, Vampirabzweige oder Vampire Tap genannt)
- 10BASE2: 10 Mbit/s, Baseband (Basisband), ca. 185 m
  - RG-58 – Thin Ethernet oder CheaperNet
    - Wellenwiderstand 50 Ω
    - max. Länge 185 m pro Segment
    - max. 30 Anschlüsse pro Segment
    - min. Abstand der Anschlüsse 0,5 m
    - min. Biegeradius 0,05 m (=5 cm)
    - 5-4-3-Regel:
      - max. fünf Segmente
      - max. vier Repeater
      - max. drei Segmente mit Rechneranschlüssen (populated segments)

    - Durchmesser 0,64 cm
    - Anschluss der Rechner mit T-Stück
      - RG-58 U – Innenleiter massives Kupfer
      - RG-58 A/U – Innenleiter Kupferlitze
      - RG-58 C/U – militärische Spez. von RG-58 A/U

### Für Stern-Topologie im Basisband
- ARCNET:
  - RG-62
    - Wellenwiderstand 93 Ω
    - max. Länge 300 m

### Breitband
- zum Beispiel Kabelfernsehen, Sat-TV
  - RG-59
    - Wellenwiderstand 75 Ω
    - Durchmesser 0,25 Zoll (6,4 mm)
- S-Video-Kabel.

### Low Noise
Diese Kabelfamilie wurde speziell für Anwendungen entwickelt, bei denen mechanische Kräfte wie z. B. Erschütterungen, Biege- oder Torsionsbewegungen auf das Kabel einwirken. Bei herkömmlichen Kabeln können erhebliche Störungen durch solche von außen wirkenden Kräfte entstehen. Low-Noise-Kabel hingegen besitzen ein spezielles halbleitendes Dielektrikum zur Minimierung dieser Störungen.

## Technische Daten
Die technischen Daten einiger ausgewählten Kabeltypen:
| Bezeichnung     | Außen- durch- messer (mm) | min. Biege- radius (mm) | Leitungs- wellen- widerstand | Dämpfung bei (dB/100 m) | Dämpfung bei (dB/100 m) | Dämpfung bei (dB/100 m) | Ver- kürzungs- faktor | Schirm- maß a |
| Bezeichnung     | Außen- durch- messer (mm) | min. Biege- radius (mm) | Leitungs- wellen- widerstand | 145 MHz                 | 432 MHz                 | 1,3 GHz                 | Ver- kürzungs- faktor | Schirm- maß a |
| --------------- | ------------------------- | ----------------------- | ---------------------------- | ----------------------- | ----------------------- | ----------------------- | --------------------- | ------------- |
| RG174A/U        | 2,60                      | 15                      | 50±2 Ω                       | 38,4                    | 68,5                    | >104,2                  | 0,66                  |               |
| RG58C/U         | 4,95                      | 25                      | 50±2 Ω                       | 17,8                    | 33,2                    | 64,5                    | 0,66                  |               |
| RG213/U         | 10,30                     | 50                      | 50±2 Ω                       | 8,5                     | 15,8                    | 30,0                    | 0,66                  | 60 dB         |
| Aircell 5       | 5,00                      | 30                      | 50±2 Ω                       | 11,9                    | 20,9                    | 39,0                    | 0,82                  |               |
| Aircell 7       | 7,30                      | 25                      | 50±2 Ω                       | 7,9                     | 14,1                    | 26,1                    | 0,83                  | 83 dB         |
| Aircom Plus     | 10,30                     | 55                      | 50±2 Ω                       | 4,5                     | 8,2                     | 15,2                    | 0,85                  | 85 dB         |
| Ecoflex 10      | 10,20                     | 44                      | 50±2 Ω                       | 4,8                     | 8,9                     | 16,5                    | 0,86                  | >90 dB        |
| Ecoflex 15      | 14,60                     | 150                     | 50±2 Ω                       | 3,4                     | 6,1                     | 11,4                    | 0,86                  | >90 dB        |
| Ecoflex 15 Plus | 14,60                     | 140                     | 50±2 Ω                       | 3,2                     | 5,8                     | 10,5                    | 0,86                  | >90 dB        |
| H1000           | 10,30                     | 75                      | 50±2 Ω                       | 4,3 b                   | 9,1 c                   | 18,3                    | 0,83                  | >85 dB        |